# Franck Engonga
Franck Engonga (26 de julho de 1993) é um futebolista profissional gabonense que atua como meia, atualmente defende o CF Mounana.

## Carreira
Franck Engonga fez parte do elenco da Seleção Gabonense de Futebol da Olimpíadas de 2012.